# Глядянский сельсовет
Глядя́нский сельсовет — муниципальное образование со статусом сельского поселения в составе Притобольного района Курганской области.
Административный центр — село Глядянское.

## История
В соответствии с Законом Курганской области от 6 июля 2004 года № 419 сельсовет наделён статусом сельского поселения.

## Население
| 1989  | 2002  | 2004  | 2010  | 2012  | 2013  | 2014  |
| ----- | ----- | ----- | ----- | ----- | ----- | ----- |
| 5574  | ↘4957 | ↗5357 | ↘4601 | ↘4478 | ↘4395 | ↘4359 |
| 2015  | 2016  | 2017  | 2018  | 2019  | 2020  | 2021  |
| ↘4273 | ↗4276 | ↗4287 | ↘4279 | ↘4211 | ↗4219 | ↘3582 |

## Состав сельского поселения
| № | Населённый пункт | Тип населённого пункта       | Население |
| - | ---------------- | ---------------------------- | --------- |
| 1 | Арсеновка        | деревня                      | ↗359      |
| 2 | Глядянское       | село, административный центр | ↘3091     |
| 3 | Сосновый         | посёлок                      | ↗278      |